# Carbon Disclosure Project
La Carbon Disclosure Project (CDP) es una organización sin fines de lucro con sede en el Reino Unido, Alemania y los Estados Unidos de América que ayuda a empresas y ciudades a divulgar su impacto medioambiental. Su objetivo es estudiar las implicaciones del cambio climático para las principales empresas del mundo que cotizan en bolsa.

## Acciones
Desde 2003, la CDP ha realizado una encuesta anual para recopilar información sobre las emisiones de gases de efecto invernadero (GEI) de las empresas. Su cuestionario de más de 100 preguntas ha incluido una sección específica de Petróleo y Gas desde 2010.
La CDP premia también de los premios a las empresas para sus acciones contra la contaminación con el Climate Leadership Award.